# Výhledy Rokytka
Výhledy Rokytka je komplex dvou v podzemí spojených budov na adrese Oktábcových 1039/1 a 3 v Praze 9-Vysočanech. Výstavba proběhla v letech 2020–2022. Stojí v bývalém areálu ČKD vedle haly KCD 4 (Kolbenova 942/38a), která původně sloužila jako ředitelství ČKD Trakce, a Haly č. 18 (na parc. 1116/17), která sloužila především jako lisovna. Poblíže se nachází Hala č. 19 strojíren Praga (nástrojárna; na parc. 1025/39) a jiné developerské projekty Čtvrť Emila Kolbena, Vivus Kolbenova a Zátiší Rokytka. Developerem bytového projektu je společnost CRONESTA, a.s. Projekt je de facto součástí velkorysé revitalizace okolí stanice metra B Kolbenova.

## Popis

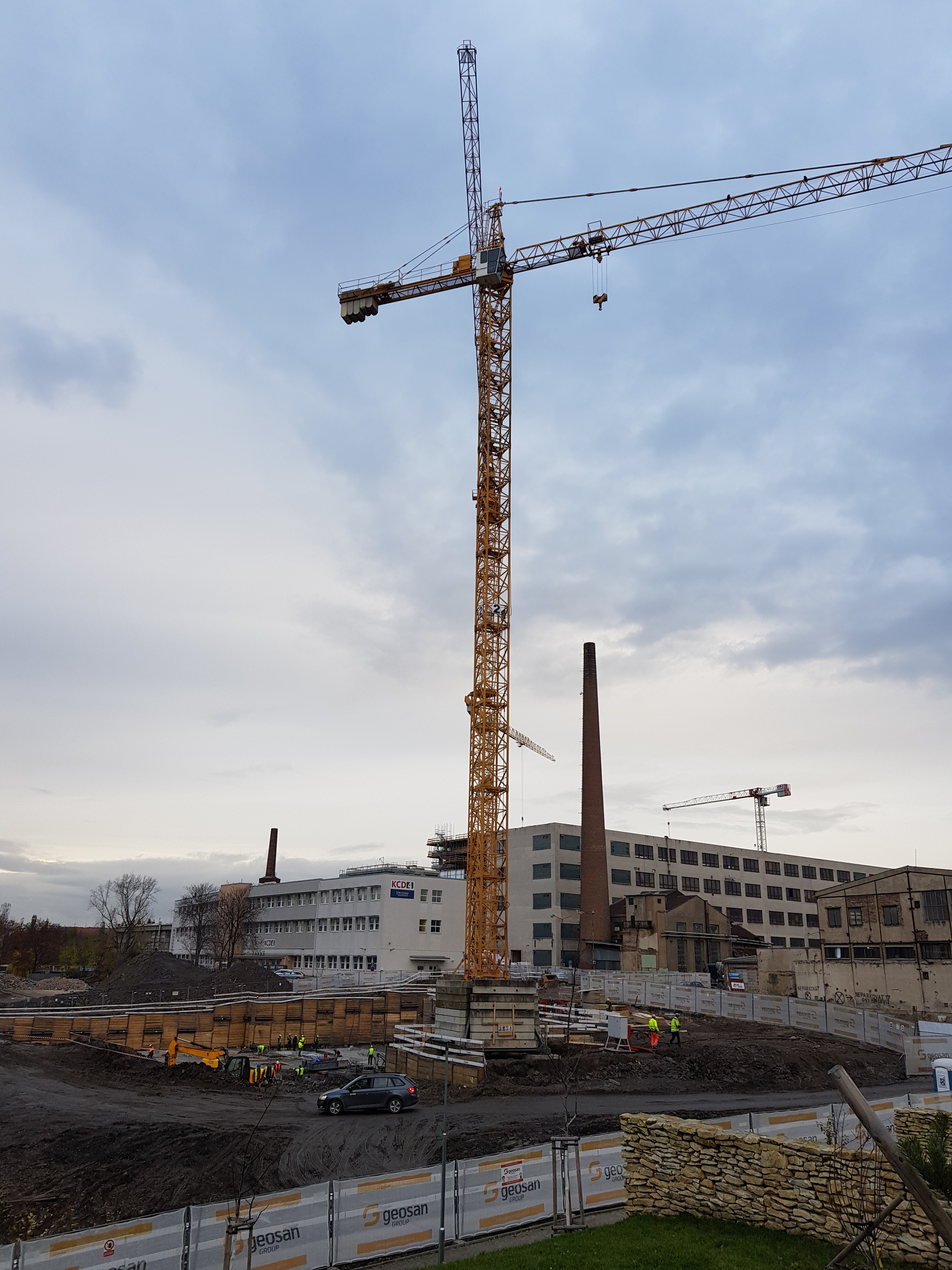
Počátek výstavby v roce 2020

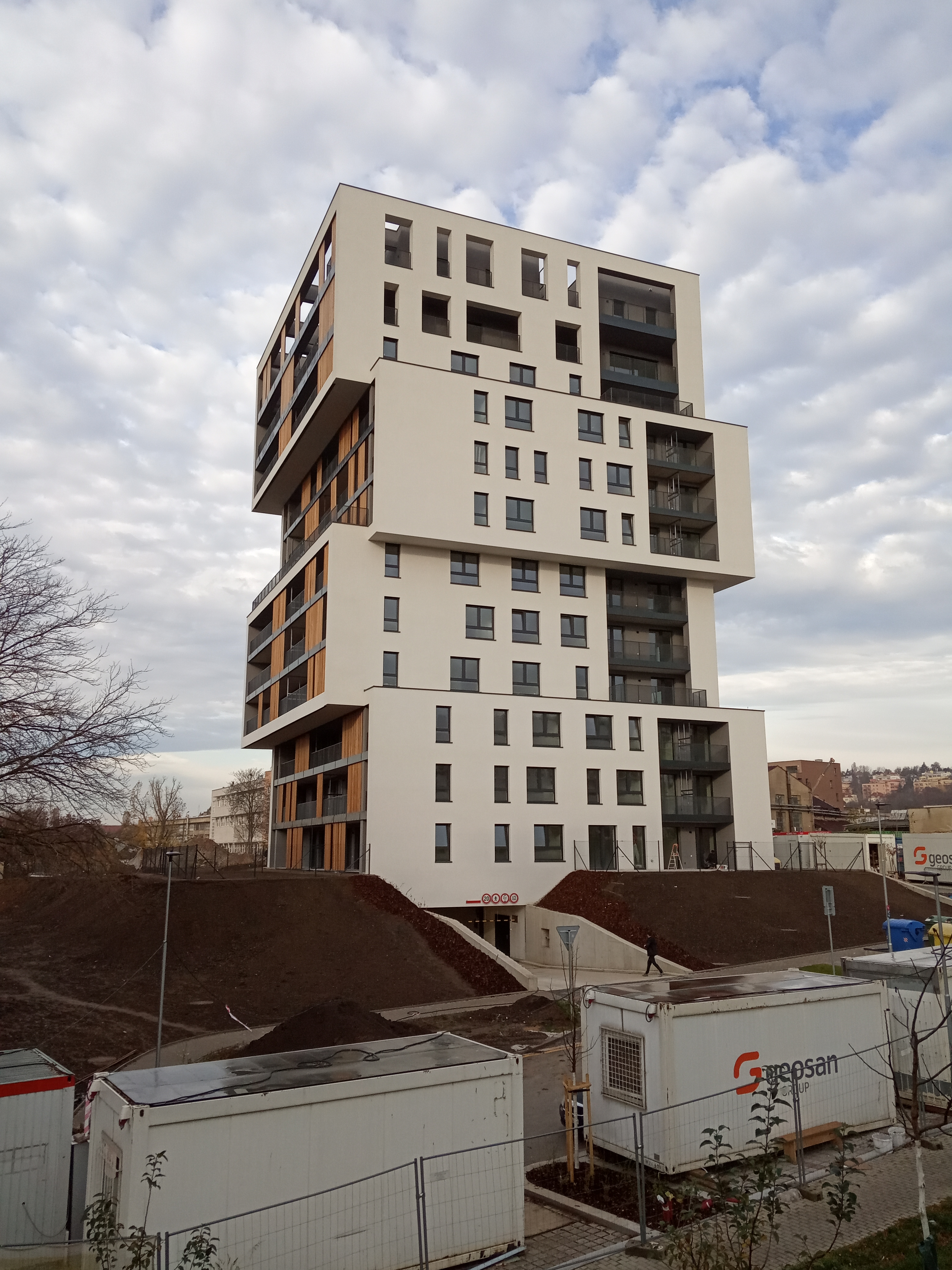
Stav v listopadu 2022

Projekt se nachází v ulici Oktábcových, která navazuje na jižní konec ulice Na Černé strouze. Zahrnuje dvě budovy (severozápadní A a jihovýchodní B) s dvanácti nadzemními a dvěma podzemními podlažími. V nich je celkem 118 bytů o dispozici 1+kk až 6+kk a velikosti od 31 až 162 m². K většině bytů patří terasa nebo předzahrádka. V horních podlažích jsou také atypické mezonetové byty o dispozici 4+kk a 6+kk s rozsáhlými terasami. Domy mají průkaz energetické náročnosti budovy B.